# Seleção Iraquiana de Futebol
A Seleção Iraquiana de Futebol representa o Iraque nas competições de futebol da FIFA. Fundada em 1940, filiou-se à FIFA em 1950. É uma das seleções mais tradicionais do Oriente Médio, com um título da Copa da Ásia e uma participação na Copa do Mundo.
A seleção manda seus jogos no Estádio Franso Hariri, em Erbil, e também no Estádio Al-Shaab, em Bagdá. Mas, no momento, está impedida pela FIFA de jogar no país, devido a questões de segurança.

## História
Apesar de ficar de 1950 até 1962 sem contar com qualquer liga nacional, a seleção iraquiana iniciou sua história de competições internacionais participando da Copa dos Países da Arábia em 1964. Logo em sua primeira aparição, se sagraram campeões, faturando na edição seguinte, em 1966, o bicampeonato.
Os Leões da Mesopotâmia disputaram as eliminatórias para as Olimpíadas a partir de 1960, não conseguindo, no entanto, a classificação. A primeira tentativa de disputar uma Copa do Mundo ocorreu em 1974. A partir de então a seleção foi capaz de iniciar a sua consolidação no cenário do futebol asiático, durante aquela que ficou conhecida como a era de ouro da seleção iraquiana.

### Copa de 1986
Depois de conquistar o título da Copa do Golfo em 1979, o Iraque conseguiu se classificar para as Olimpíadas de Moscou em 1980, estreando em competições fora do continente asiático.
Em 1982, a equipe manteve a mesma equipe que disputara as Olimpíadas e faturou a medalha de ouro nos Jogos Asiáticos. Já em 1984, os Leões ganharam pela segunda vez o título da Copa do Golfo. Ainda no mesmo ano, participaram da Olimpíada de Los Angeles. Em 1985 a seleção ganha novamente a Copa dos Países da Arábia e os Jogos Pan-Árabes.
Apesar das inúmeras glórias regionais, o maior feito da seleção no período  aconteceu em 1986, quando disputaram a Copa do Mundo sob o comando do treinador brasileiro Evaristo de Macedo.
Os Leões, porém, caíram em um grupo difícil e acabaram sendo eliminados na primeira fase. Mesmo assim, somente o fato de participar do maior torneio de futebol do mundo já era uma consagração para aquele país.

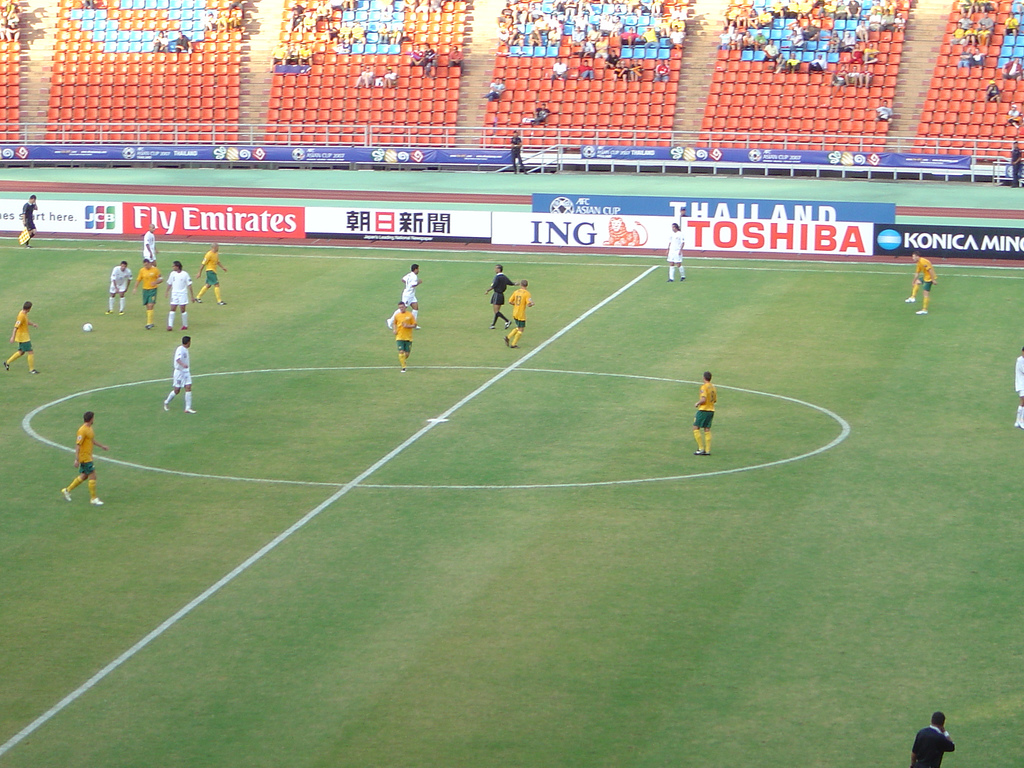
Iraque x Austrália na campanha vitoriosa de 2007.

Partidas na Copa de 1986:
- Iraque 0 x 1  Paraguai
- Iraque 1 x 2  Bélgica
- Iraque 0 x 1  México

### 2007: Campeões asiáticos
Em 2007, o Iraque do técnico brasileiro Jorvan Vieira mandou para a Copa da Ásia de 2007 um time que era primariamente de jogadores que terminaram em quarto na Olimpíada de 2004 e com a medalha de prata nos Jogos Asiáticos de 2006. Vieira teve só dois meses de preparo, com condições precárias que até limitaram o número de uniformes para um por atleta. Na metade do torneio, os uniformes acabaram e um pedido emergencial foi mandado para a Umbro. Os atletas, uma mistura de Sunitas, Xiitas e Curdos, em sua grande parte perderam familiares na guerra que impedia a seleção de jogar no próprio Iraque. A estreia foi um empate em 1-1 contra a anfitriã Tailândia, seguida de uma vitória sobre a favorita Austrália por 3-1 e um empate com Omã. Nas quartas de final, dois gols de Younis Mahmoud sobre o Vietnã classificaram o Iraque para sua primeira semifinal asiática, onde surpreenderam a gigante asiática Coreia do Sul nos pênaltis. Apesar de considerarem abandonar a final após um homem-bomba matar 30 fãs em Bagdá, os iraquianos conquistaram o título com uma vitória sobre a Arábia Saudita por 1-0, gol de cabeça de Younis Mahmoud.

## Copa das Confederações de 2009
O Iraque foi o representante asiático na competição, sendo eliminado na primeira fase.
resultado dos jogos:
- Iraque 0 x 0  África do Sul
- Iraque 0 x 1  Espanha
- Iraque 0 x 0  Nova Zelândia

## Principais títulos
| Continentais | Continentais           | Continentais | Continentais            |
|              | Competição             | Títulos      | Anos                    |
| ------------ | ---------------------- | ------------ | ----------------------- |
|              | Copa da Ásia           | 1            | 2007                    |
|              | Copa das Nações Árabes | 4            | 1964, 1966, 1985 e 1988 |
| Regionais    |                        |              |                         |
|              | Competição             | Títulos      | Anos                    |
|              | Copa do Golfo          | 4            | 1979, 1984, 1988, 2023  |

- Jogos Asiáticos: medalha de ouro - 1982

O Iraque foi retirado do futebol em 2010 devido a distúrbios e ameaças devido aos seus resultados.
É uma equipa de calibre médio.

## Desempenho em Copas do Mundo
- 1930 a 1970 - não disputou
- 1974 - não se qualificou
- 1978 - não disputou
- 1982 - não se qualificou
- 1986 - qualificada - eliminada na primeira fase
- 1990 a 2018 - não se qualificou
- 2022 - não se qualificou

## Campanha nos Jogos Olímpicos de Verão de 2004

### 1ª fase
Iraque 4 x 2  Portugal
 Iraque 2 x 1  Costa Rica
 Iraque 1 x 2  Marrocos
Classificação: líder do Grupo D

### Quartas-de-Final
Iraque 1 x 0  Austrália

### Semifinais
Iraque 1 x 3  Paraguai

### Decisão do 3º lugar
Iraque 0 x 1  Itália
- A campeã foi a Argentina, com o Paraguai vice.